# Eraldo Bocci

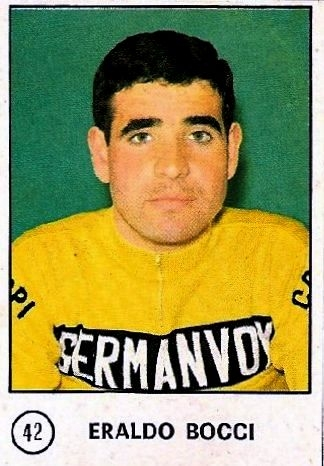
Eraldo Bocci

Eraldo Bocci (* 20. August 1942 in Arlena di Castro) ist ein ehemaliger italienischer Radrennfahrer.

## Sportliche Laufbahn
Bocci war im Straßenradsport aktiv. Als Amateur gewann er 1963 die Eintagesrennen Coppa Arturo Lepori und Trophée Alessandro Ferri, 1964 die Coppa E. Lerma.
1967 wurde er Berufsfahrer im Radsportteam Germanvox-Wega und blieb bis 1972 als Radprofi aktiv. In seinen Teams war er Domestik für verschiedene Kapitäne wie Gösta Pettersson. Als Profi konnte er keine Rennen gewinnen. Er wurde 1967 Zweiter im Giro del Lazio hinter Felice Gimondi und 1968 bei Mailand–Vignola hinter Marino Basso. 1970 startete er in der Tour de France und schied auf der 5. Etappe aus. Den Giro d’Italia fuhr er dreimal. 1967 wurde er 61., 1968 67., 1970 schied er aus.